# 馬林湖 (梅克倫堡湖區縣)

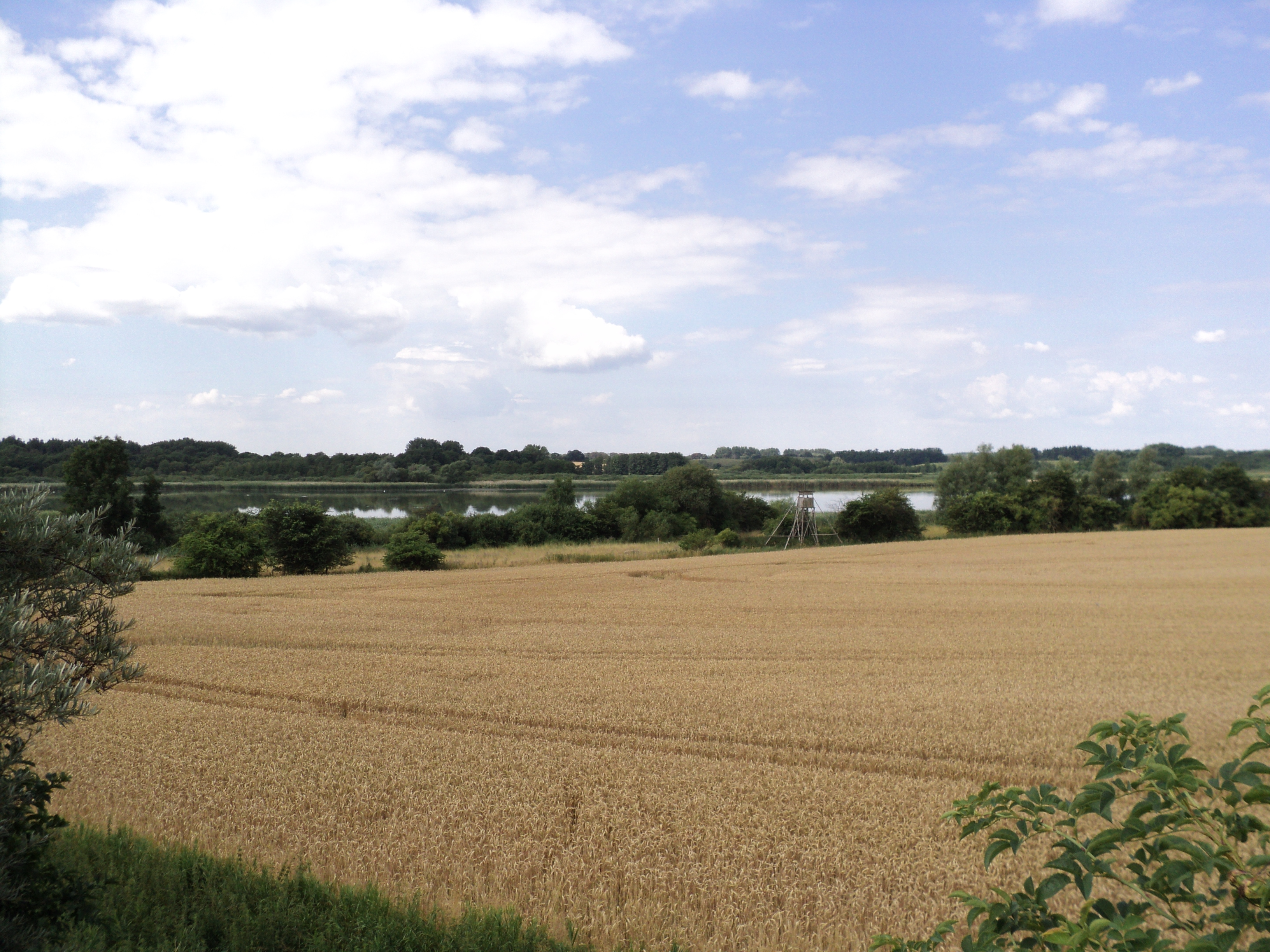

53°31′30.01″N 13°6′32.73″E / 53.5250028°N 13.1090917°E
馬林湖（德語：Malliner See），是德國的湖泊，位於該國東北部，由梅克倫堡-前波美拉尼亞州負責管轄，處於梅克倫堡湖區縣，長1.4公里、寬0.8公里，面積0.73平方公里，海拔高度40米。